# میشل د کلرک
 میشل د کلرک (انگلیسی: Michel de Klerk؛ ۲۴ نوامبر ۱۸۸۴ – ۲۴ نوامبر ۱۹۲۳) یک معمار اهل هلند بود.